# Woubi Chéri
Pour les articles homonymes, voir Chéri.
Pour plus de détails, voir Fiche technique et Distribution.
Woubi Chéri est un documentaire franco-ivoirien de 62 minutes réalisé par Laurent Bocahut et Philip Brooks en 1998, tourné à Abidjan en décembre 1997.
Coproduction La Sept, il a été primé meilleur documentaire au Festival du film gay et lesbien de Turin en 1999.

## Synopsis
Woubi Chéri nous fait partager la vie amoureuse de quelques homosexuels de Côte d'Ivoire. Ses personnages, depuis Vincent, conteur et griot traditionnel, à Barbara, l’exubérante présidente de l’association des travestis de Côte d'Ivoire, nous font voyager entre Abidjan et des villages traditionnels de l’arrière-pays. Woubi Chéri nous fait découvrir une Afrique homosexuelle qui a toujours existé mais qui, pour la première fois avec ce documentaire, rompt son silence.
Le titre vient du terme « woubi », qui signifie un homme qui joue le rôle d’une épouse dans une relation homosexuelle. Le documentaire présente également des « yossis », des hommes qui agissent comme des maris pour les woubis, qui sont souvent bisexuels et aussi dans des mariages conventionnels.

## Fiche technique
- Titre : Woubi Chéri
- Réalisation : Laurent Bocahut et Philip Brooks
- Scénario :
- Photographie :
- Montage :
- Production :
- Société de production : Dominant 7
- Pays :  France et  Côte d'Ivoire
- Genre : Documentaire
- Durée : 62 minutes
- Dates de sortie : 
  -  États-Unis : 8 juin 1998 (Festival du film lesbien, gay, bisexuel et transgenre de New York)

## Accueil
Le film a remporté le prix du meilleur documentaire au Festival du film lesbien, gay, bisexuel et transgenre de New York (en), au Festival international du film lesbien et gay de Turin et au Festival transgenre de Londres.